# Phonophone
Conçu par Georges Demenÿ, le phonophone fut exposé à l'Exposition universelle[Laquelle ?]. Il développe une spirale d'images en tournant, visible à travers un volet qui se situait entre la lumière et le tonneau. Le système donnait une longue série d'images. Il fut suggéré d'utiliser le phonographe pour y intégrer le son.